# Via Porta San Pietro
Via Porta San Pietro, a Ferrara, inizia dall'incrocio con via Borgo di Sotto continuando così via della Paglia. Prosegue poi il percorso di via Saraceno (un tempo parte dell'antica via Sabbioni, alla quale pure via Porta San Pietro apparteneva), incrocia via Coperta e via Carlo Mayr ed arriva a via XX Settembre e a via della Ghiara.

## Storia
Questa antica via un tempo si spingeva sino al baluardo di Piangipane, poi divenuta via Baluardi (via Piangipane attuale si trova più ad ovest). In un quadrilatero ideale che comprende la via Borgo di Sotto, via Ghisiglieri e l'antico percorso di un ramo del Po (via XX Settembre e via della Ghiara) l'intero quartiere appare sensibilmente più elevato e le case costruite sull'antica via di San Martino (oggi Fondobanchetto) hanno la parte che si affaccia su via Ghisiglieri posta più in basso.
Sulla via sorgevano un tempo due importanti chiese: la chiesa di San Pietro e la chiesa di Sant'Alessio. La prima fu sconsacrata e la seconda completamente distrutta. 
Nel 1473 la via venne in parte fatta selciare da Ercole I d'Este.

### Origini del nome
Il nome della via, strada della Porta di San Pietro, si deve all'antica chiesa soppressa di San Pietro, esistente sin dall'anno mille. La chiesa aveva dato il nome ad una porta della città che permetteva di passare nell'isola di Sant'Antonio, oltre un ramo del Po che scorreva dove ora si trova via della Ghiara. La porta alla quale si richiama la via un tempo era la Porta della Vigna perché vi arrivava una vigna, proprietà dei vescovi di Ferrara, che si estendeva sino al monastero di Sant'Antonio in Polesine.

## Luoghi di interesse
- Ai numeri 18/20 della via si trova una piccola sala cinematografica che anticamente era la chiesa di San Pietro.[1]